# 大中臣安子
大中臣 安子（おおなかとみ の やすこ、生没年不詳）は、平安時代初期の女官。
神祇伯・大中臣淵魚の娘。淳和天皇の宮人となり、良貞親王を産む。斉衡2年（855年）正月8日に従五位上に叙された。